# Arngrim
Arngrim è un berserkr che viene citato più volte nella mitologia norrena. Appare nella Saga di Hervör, nel Gesta Danorum, nell'Hyndluljóð, in numerose ballate faroesi e nella Saga di Oddr l'arciere.

## Saga di Hervör
Secondo le versioni H e U, Arngrim stava andando a saccheggiare Garðaríki ed incontrò il suo re, Svafrlami, che in quel momento era in possesso di Tyrfing. Tyrfing attraversò lo scudo di Arngrim infilandosi nel terreno, dopodiché Arngrim tagliò la mano di Svafrlami, prese la spada e lo uccise con la sua stessa arma. Arngrim catturò la figlia di Svafrlami, Eyfura, obbligandola a sposarlo.
Nella versione R si dice che Arngrim divenne il capo dell'esercito di Sigrlami, che vinse numerose battaglie con quistando terre per il vecchio re. In cambio ad Arngrim fu concesso un rango elevato, la mano di Eyfura e il possesso di Tyrfing.
In tutte le versioni della saga Arngrim fece ritorno a Bolmsö con Eyfura (nonostante le versioni H e U dicano che si trattasse dell'isola di Bolm nello Hålogaland). Ebbero dodici figli, e tutti seguirono le orme del padre divenendo berserkr. Secondo la versione U si chiamavano Angantyr, Hjörvard, Hervard, Hrani, Barri, Tyrfing, Tind, due Hadding, Bui, Bild e Toki. Secondo la H i nomi erano Angantyr, Hjorvard, Hervard, Hrani, Brami, Barri, Reifnir, Tind, Saeming e Bui, ed i due Hadding (nella versione R ne vengono citati solo sei: Angantyr, Hjörvard, Hervard, Hrani ed i due Hadding).

## Gesta Danorum

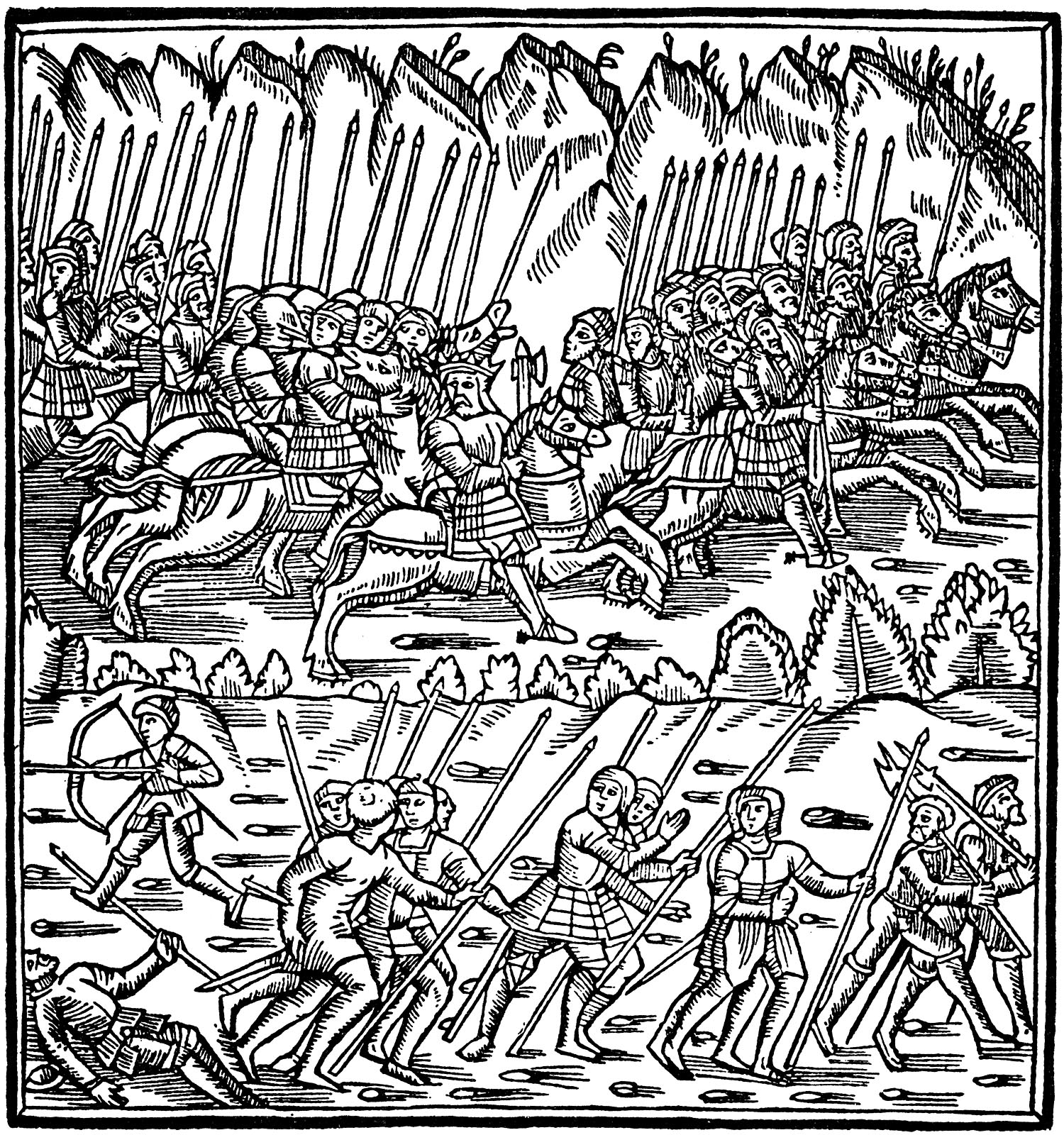
Arngrim ed i suoi uomini attaccano l'esercito di re Thengil

Secondo Saxo Grammaticus, Arngrim era un campione svedese che aveva ucciso Skalk lo Scaniano. Questo lo rese molto orgoglioso di sé, il che lo portò a chiedere la mano di Eyfura, figlia di Fróði, un re danese.
Quando Fróði negò la sua mano, Arngrim si rivolse a Erik, il re di Svezia, chiedendolgi consiglio. Erik disse ad Arngrim di guadagnarsi il rispetto di Fróði uccidendo Egther, re di Bjarmaland, e Thengil, re di Finnmark. Arngrim attaccò per primo Thengil distruggendo i Sami. I Sami, fuggendo, lanciarono all'indietro tre ciottoli stregati che apparvero come tre montagne. Arngrim, raggirato, richiamò i propri uomini. Il giorno dopo ripartirono alla caccia dei Sami, ma costoro lanciarono la neve che apparve come un fiume, il che bloccò l'avanzata degli svedesi. Il terzo giorno la battaglia riprese, ma stavolta i Sami non avevano più magie da utilizzare, e furono sconfitti. I Sami accettarono l'offerta di pace, ed ogni tre anni ciascun Sami avrebbe dovuto pagare un prezzo in pelli di renna.
Arngrim si diresse quindi verso Egther di Bjarmaland e lo uccise in un duello. Obbligò poi gli abitanti del Bjarmaland a pagarlo con una pelle ciascuno. Arngrim tornò da Erik, il quale lo accompagnò da Frodi. Erik convinse Frodi che Arngrim era il miglior partito disponibile per la figlia Eyfura. Frodi accettò il matrimonio, e Eyfura ed Arngrim ebbero dodici figli.
Saxo Grammaticus conferma nove nomi citati nella saga di Hervor: Angantyr, Hjörvard, Hervard, Hrani, Biarbe, Tyrfing, Tand, due Haddings, Brand, Brodd e Hiarrande.

## Hyndluljóð
Anche l'Hyndluljóð cita Arngrim ed Eyfura, ma solo affermando che vissero a Bolmsö e che ebbero come figli dodici violenti berserkr chiamati Hervard, Hjorvard, Rane, Angantyr, Bue, Brame, Barre, Reivner, Tind, Tyrving e due Haddings.

## I figli di Arngrim
Sembra che l'Hyndluljóð conservi la lista originale.
| Hyndluljóð | Saga di Hervör | Saga di Hervör | Saga di Hervör | Gesta Danorum | Gesta Danorum | Gesta Danorum |
|            | version R      | version U      | version H      |               |               |               |
| Angantyr   | Angantyr       | Angantyr       | Angantyr       | Anganty       |               |               |
| Hjörvard   | Hjörvard       | Hjörvard       | Hjörvard       | Hjörvard      |               |               |
| Hervard    | Hervard        | Hervard        | Hervard        | Hervard       |               |               |
| Hrani      | Hrani          | Hrani          | Hrani          | Hrani         |               |               |
| Hadding    | Hadding        | Hadding        | Hadding        | Hadding       |               |               |
| Hadding    | Hadding        | Hadding        | Hadding        | Hadding       |               |               |
| Barri      |                | Barri          | Barri          | Barbi         |               |               |
| Tind       |                | Tind           | Tind           | Tand          |               |               |
| Tyrfing    |                | Tyrfing        | Saeming        | Tyrfing       |               |               |
| Bui        |                | Bui            | Bui            | Brand         |               |               |
| Brami      |                | Bild           | Brami          | Brodd         |               |               |
| Reifnir    |                | Toki           | Reifnir        | Hiarrande     |               |               |